# 22394 Kondouakira
22394 Kondouakira è un asteroide della fascia principale. Scoperto nel 1994, presenta un'orbita caratterizzata da un semiasse maggiore pari a 2,6780319 au e da un'eccentricità di 0,1912903, inclinata di 11,11877° rispetto all'eclittica.